# Alojsija
Alojsija (lat. Aloysia), rod listopadnih ili vazdazelenih grmova iz porodice Verbenaceae ili sporiševki. Oko 50 vrsta rašireno je po Sjevernoj i Južnoj Americi.

## Etimologija
Rod je dobio ime po Mariji Lujzi od Parme, suprugi Karla IV španjolskog. 

## Opis
Aromatični grmovi ili stabla. Listovi pršljenasti ili nasuprotni, svaki par pod pravim kutom u odnosu na sljedeći, jednostavni; oštrice listova cijele ili nazubljene. Cvat pazušan, u duguljastim klasovima ili grozdovima; brakteje prisutne. Cvjetovi obostrano simetrični, 4-dijelni, po klasu široko razmaknuti; čaška cjevasta, uglata, nazubljena; vjenčić ljevkast; obrub režnjevit. Plod suh, sastavljen od 2 oraha. 

## Vrste
1. Aloysia arequipensis Siedo
2. Aloysia barbata (Brandegee) Moldenke
3. Aloysia brasiliensis Moldenke
4. Aloysia castellanosii Moldenke
5. Aloysia catamarcensis Moldenke
6. Aloysia chamaedryfolia Cham.
7. Aloysia chiapensis Moldenke
8. Aloysia citriodora Paláu
9. Aloysia coalcomana Siedo
10. Aloysia cordata Siedo
11. Aloysia crenata Moldenke
12. Aloysia densispicata (Kunth & C.D.Bouché) Moldenke
13. Aloysia deserticola (Phil.) Lu-Irving & N.O´Leary
14. Aloysia dodsoniorum Moldenke
15. Aloysia dusenii Moldenke
16. Aloysia fiebrigii (Hayek) Moldenke
17. Aloysia gentryi Moldenke
18. Aloysia gratissima (Gillies & Hook.) Tronc.
19. Aloysia hatschbachii Moldenke
20. Aloysia herrerae Moldenke
21. Aloysia looseri Moldenke
22. Aloysia macrostachya (Torr.) Moldenke
23. Aloysia nahuire Gentry & Moldenke
24. Aloysia oblanceolata Moldenke
25. Aloysia ovatifolia Moldenke
26. Aloysia peruviana (Turcz.) Moldenke
27. Aloysia polygalifolia Cham.
28. Aloysia polystachya (Griseb.) Moldenke
29. Aloysia pulchra (Briq.) Moldenke
30. Aloysia riojana (Hieron. ex Moldenke) Lu-Irving & N.O´Leary
31. Aloysia salsoloides (Griseb.) Lu-Irving & N.O´Leary
32. Aloysia salviifolia (Hook. & Arn.) Moldenke
33. Aloysia schulziana Moldenke
34. Aloysia scorodonioides (Kunth) Cham.
35. Aloysia sonorensis Moldenke
36. Aloysia spathulata (Hayek) Moldenke
37. Aloysia tarapacana (Botta) Lu-Irving & N.O´Leary
38. Aloysia trifida (Gay) Lu-Irving & N.O´Leary
39. Aloysia unifacialis Ravenna
40. Aloysia velutina Siedo
41. Aloysia virgata (Ruiz & Pav.) Juss.
42. Aloysia wrightii (A.Gray) A.Heller

- ? Aloysia seriphioides (A.Gray) comb.ined.

## Sinonimi
- Xeroaloysia Tronc.